# 10182 Junkobiwaki
A 10182 Junkobiwaki (ideiglenes jelöléssel 1996 FL5) a Naprendszer kisbolygóövében található aszteroida. K. Endate és  Vatanabe Kazuró fedezte fel 1996. március 20-án.